# Foudia madagascariensis
Il tessitore fiammante (Foudia madagascariensis (Linnaeus, 1766)) è un uccello appartenente alla famiglia Ploceidae, endemico del Madagascar.

## Descrizione
È un piccolo ploceide di 12–13 cm di lunghezza che, durante la stagione riproduttiva, presenta un marcato dimorfismo sessuale: il maschio sfoggia una livrea nuziale caratterizzata da piumaggio di colore rosso vermiglio, con una mascherina nera attorno agli occhi; le ali sono nere e brune. La femmina, e il maschio al di fuori del periodo riproduttivo, presentano un piumaggio di colore grigio bruno tendente al verde oliva, con ali più scure.

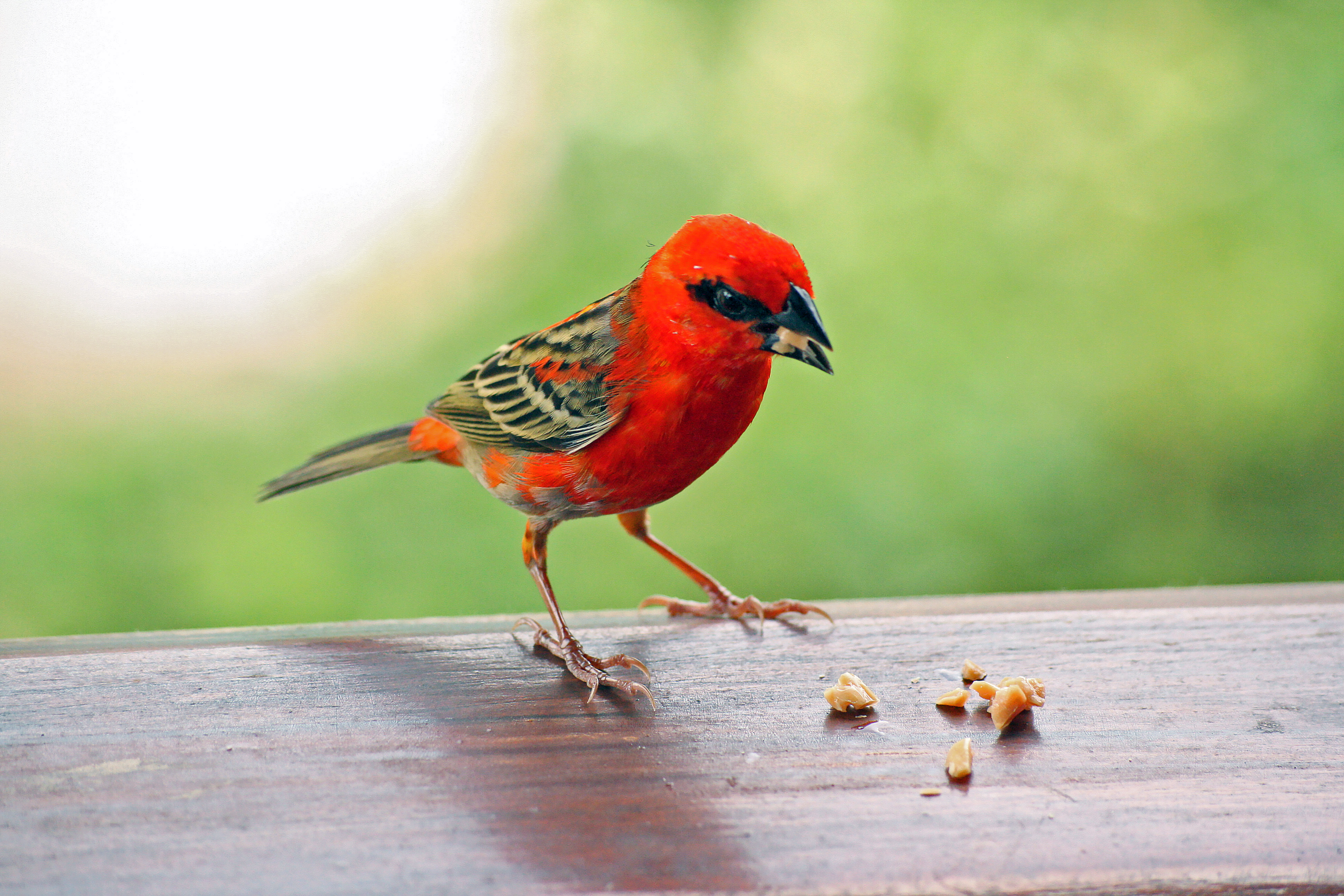
Maschio in livrea nuziale
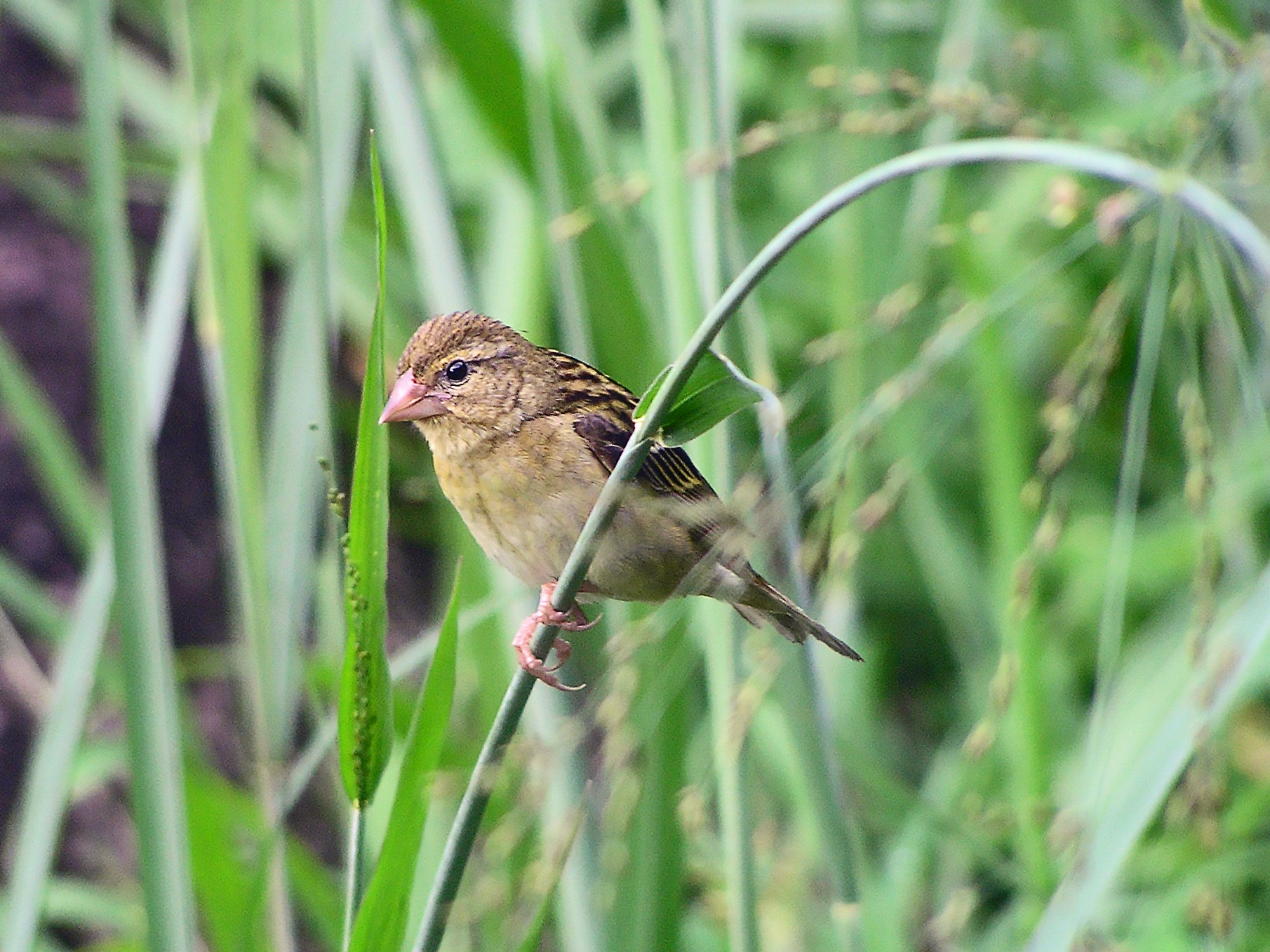
Femmina

## Biologia
È un uccello solitario e monogamico durante il periodo riproduttivo, mentre nella stagione invernale forma gruppi che possono raggiungere le centinaia di esemplari.

### Alimentazione
È sostanzialmente onnivoro, con una predilezione per semi e piccoli insetti.

### Riproduzione

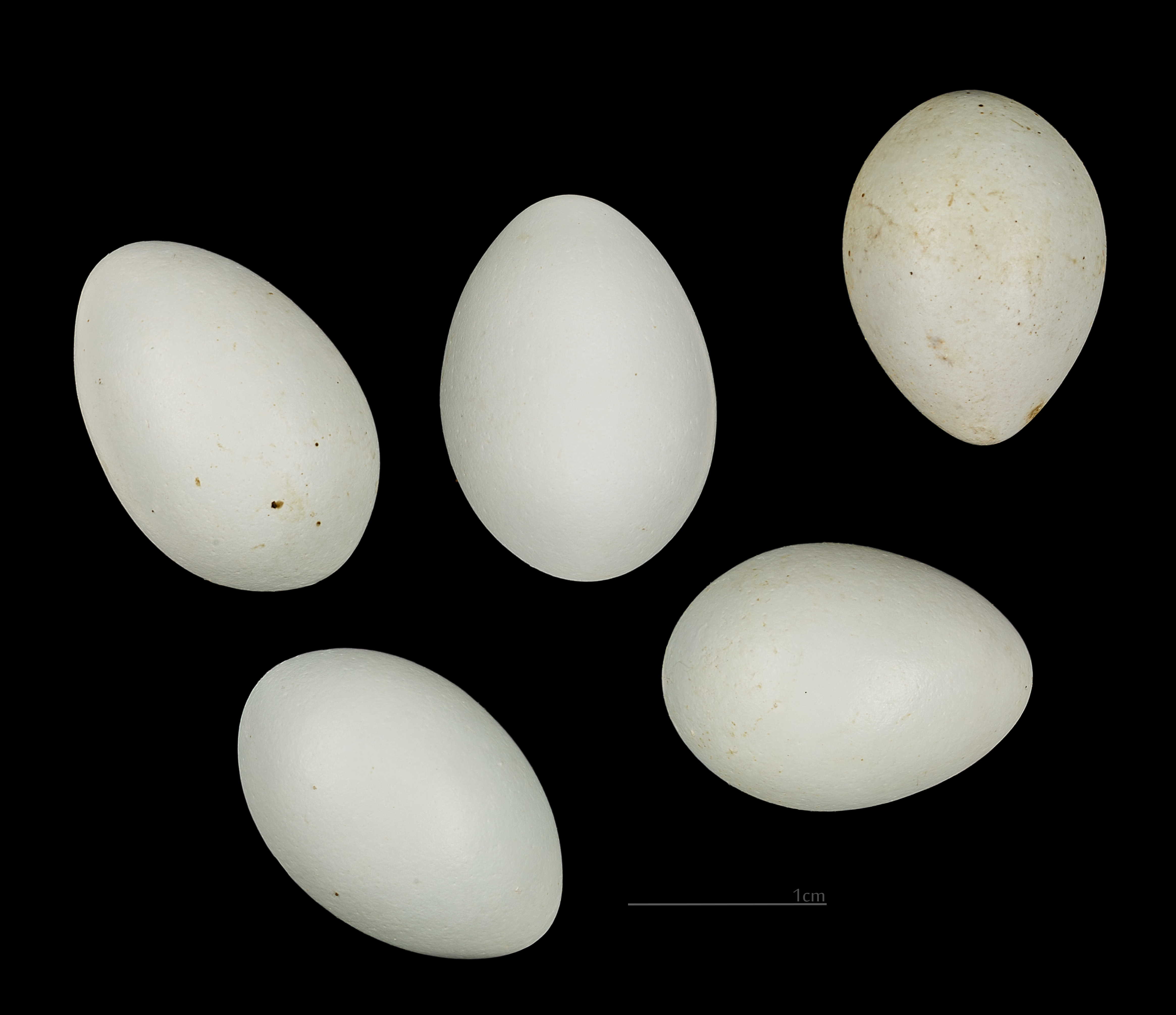
Foudia madagascariensis

Al pari degli altri ploceidi ha l'abitudine di costruire nidi sospesi di struttura complessa: hanno forma ovale e sono posizionati verticalmente con ingresso laterale in alto, in genere ad una altezza di 2-3 metri dal suolo; la costruzione del nido è opera principalmente del maschio.
La femmina vi depone da 3 a 5 uova, di colore celeste verdastro. L'incubazione dura 12-14 giorni, e alla schiusa i piccoli, nutriti da entrambi i genitori, restano nel nido per circa 15 giorni. Normalmente vengono effettuate 2-3 covate all'anno, dalla primavera all'estate.
I maschi durante la stagione riproduttiva sviluppano una agguerrita territorialità, aggredendo i maschi consimili che si avvicinano alla zona di nidificazione.

## Distribuzione e habitat
La specie è endemica del Madagascar, da dove è stata introdotta in altri stati insulari dell'oceano Indiano (Bahrein, Territorio britannico dell'oceano Indiano, Comore, Mauritius, Réunion, Seychelles).
È un uccello molto comune, rinvenibile in tutte le zone naturali sia coperte che degradate, ma anche nelle aree coltivate, nei parchi e nei giardini urbani.

## Conservazione
La IUCN Red List classifica F. madagascariensis come specie a basso rischio (Least Concern).